# 우링구

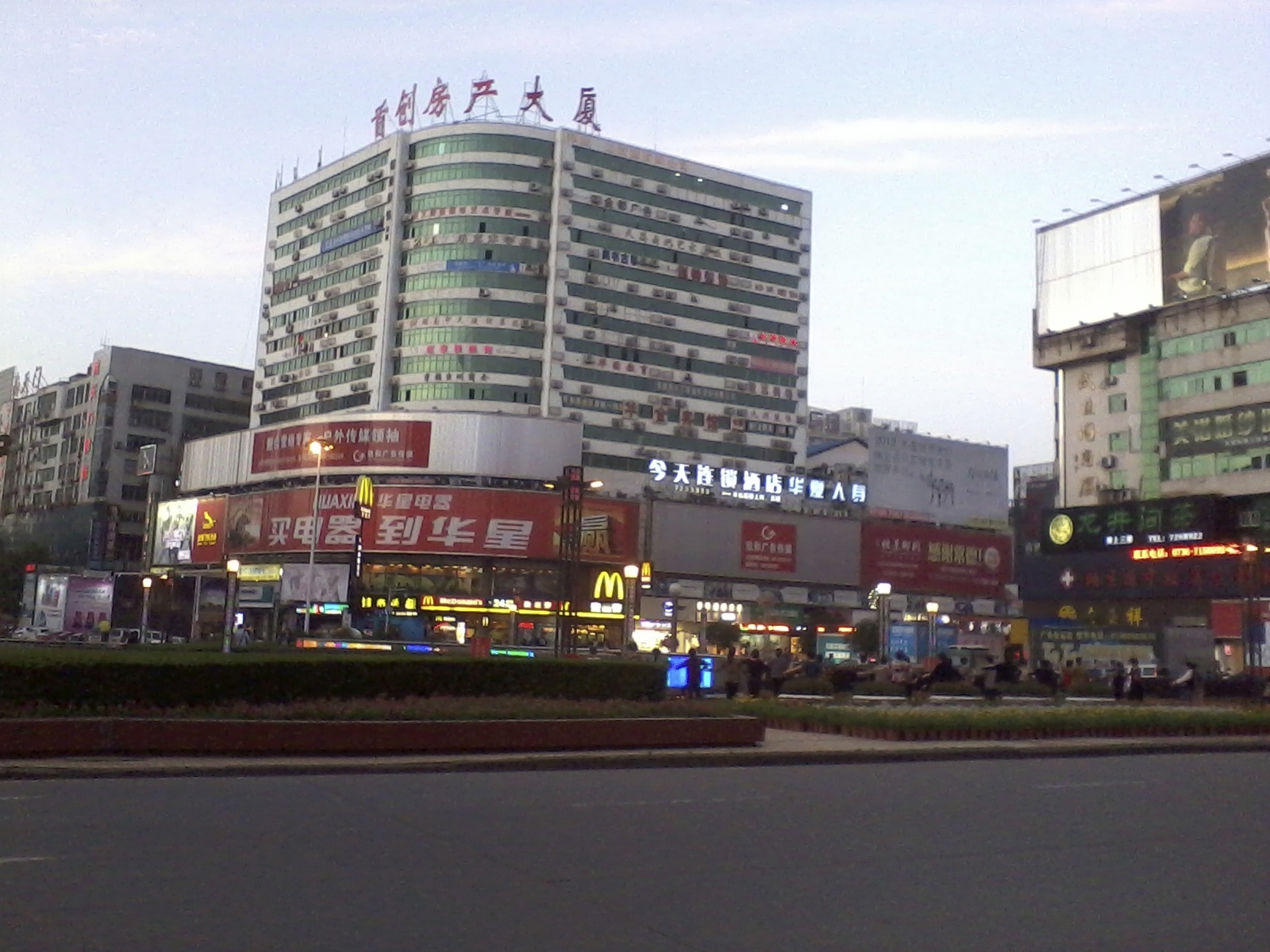

우링구(한국어: 무릉구, 중국어: 武陵区, 병음: Wǔlíng Qū)는 중화인민공화국 후난성 창더 시의 현급 행정구역이다. 넓이는 298km2이고, 인구는 2007년 기준으로 490,000명이다.

## 행정 구역
6개 가도, 2개 진, 6개 향을 관할한다.
- 가도: 城东街道, 城南街道, 城西街道, 城北街道, 三岔路街道, 和德山街道
- 진: 河洑镇, 德山镇
- 향: 芦荻山乡, 东郊乡, 东江乡, 护城乡, 丹洲乡, 南坪岗乡